# Каменка (Промышленновский район)
Каменка — деревня в Промышленновском районе Кемеровской области. Входит в состав Пушкинского сельского поселения.

## География
Центральная часть населённого пункта расположена на высоте 203 метров над уровнем моря.

## Население
По данным Всероссийской переписи населения 2010 года, в деревне Каменка проживает 862 человека (420 мужчин, 442 женщины).